# 拉納爾和貝羅那省
拉納爾和貝羅那省（Rennell and Bellona Province）是所羅門群島南部的一個省，主島為拉納爾島和貝羅那島。面積671平方公里，1999年人口2,377人。首府提加阿。